# Clase George Washington
La clase George Washington fue la primera clase de submarinos nucleares de misiles balísticos desplegados por la Armada de los Estados Unidos. La clase está compuesta por cinco submarinos, que después de un proceso de diseño y construcción extremadamente rápido, fueron aceptadas en servicio entre 1959 y 1961. Estas naves fueron los primeros submarinos del mundo de propulsión nuclear equipados con misiles balísticos. También fueron los primeros en llevar misiles de combustible sólido, los primeros en disparar misiles sumergidos, los primeros en ser operados indistintamente por dos tripulaciones ("oro" y "azul"). El 20 de junio de 1960, el George Washington - barco líder de esta clase - realizó el primer lanzamiento submarino de un misil balístico.
Debido a la baja precisión de los misiles Polaris A-1 y Polaris A-3, junto con la dificultad de fijar la posición de los submarinos George Washington se consideraron no técnicamente capaces de realizar el primer ataque nuclear contra los lanzadores de misiles balísticos ICBM soviéticos y otros elementos críticos de las fuerzas estratégicas soviéticas su papel quedó reducido a un sistema estratégico capaz de solo represalias nucleares contra las ciudades soviéticas.
La George Washington, junto con las clases posteriores de Ethan Allen, Lafayette, James Madison y Benjamin Franklin, comprendía el grupo de submarinos «41 por la libertad» que representaba la principal contribución de la Armada a la fuerza disuasoria nuclear hasta fines de la década de 1980. 

## Desarrollo
En 1957, la Armada de los Estados Unidos comenzó a utilizar submarinos en el papel de disuasión nuclear, empleando un par de antiguos submarinos diésel-eléctricos de la Segunda Guerra Mundial, el USS Tunny y el USS Barbero, modificados para poder transportar un par de misiles de crucero Regulus. Comenzaron a operar  patrullas de disuasión. A estos dos pronto se les unieron un par de submarinos diésel especialmente diseñados y un submarino de propulsión nuclear, el USS  Halibut. Sin embargo, el uso de Regulus en el papel disuasorio mostró una serie de limitaciones; como misil de crucero, era vulnerable a la intercepción de aviones de combate, se limitaba a  velocidad subsónica, y tenía un alcance de menos de 1000 km. Además el mayor de los barcos armados con Regulus podía transportar un máximo de cinco misiles. Y el submarino tenía que emerger para lanzar el misil. Y este guiado por una señal de radio transmitida desde un barco, avión o estación terrestre. Para superar estas limitaciones, la Armada recurrió a los misiles balísticos.
En 1955, cuando el almirante Arleigh Burke asumió el cargo de jefe de operaciones navales, la actitud de la Marina de los EE. UU. hacia los sistemas de misiles balísticos a bordo de los era desfavorable. La Marina de los EE. UU. consideraba que la tecnología de propulsores líquidos para los misiles en ese momento eran demasiado peligrosas para ir a bordo de los barcos, la precisión de los misiles era demasiado baja para ser operativa y las ojivas con cargas nucleares demasiado pesadas. El almirante Robert Carney predecesor del almirante Burke como jefe de operaciones navales, incluso impuso sanciones a los oficiales navales que promovían el programa balístico. Los esfuerzos soviéticos en el desarrollo de sistemas nucleares de cohetes terrestres y marítimos, obligaron a cambiar este punto de vista a los Estados Unidos y les obligó a desarrollar intensamente su propio arsenal de cohetes nucleares y su progreso técnico en el campo de los sistemas de propulsión sólidos de cohetes y la miniaturización de ojivas nucleares. El factor final que superó la escala de la disputa interna en la Marina de los EE. UU. sobre la viabilidad del lanzamiento de sistemas de misiles nucleares marinos fue el ascenso a CNO por parte del almirante Burke, para quien, según su biógrafo, apoya, a pesar de la oposición de la marina, la máxima prioridad del programa balístico la Marina de los EE. UU. fue la iniciativa más importante durante su primer ejercicio de esta función (en 1955–1957).
Poco después de que la Marina de los EE. UU. Se uniera al programa de balística, recibió la máxima prioridad estatal posible: Brickbat1. El objetivo a largo plazo del programa era desarrollar un sistema efectivo de disuasión nuclear marina, mientras que el objetivo a corto plazo era lanzar un sistema operativo lo antes posible. Por lo tanto, la precisión del sistema de misiles y su alcance eran menos importantes, pero solo la capacidad de transferir ojivas nucleares desde el mar cerca de 232 objetivos en el territorio de la Unión Soviética. El 3 de agosto de 1957, la Unión Soviética realizó el lanzamiento de prueba de un misil ICBM, el R-7, que fue la primera prueba de misiles de largo alcance del mundo. Cuando dos meses después, el 4 de octubre de 1957, la URSS colocó el satélite Sputnik 1 en órbita terrestre , la sociedad estadounidense entendió que el territorio estadounidense estaba al alcance de los misiles transcontinentales soviéticos armados con ojivas nucleares. Como resultado, el 23 de octubre del mismo año, el Secretario de la Armada Thomas Gates propuso acelerar el programa Polaris en ya iniciado, teniendo disponibles los primeros misiles en diciembre de 1959, junto con tres submarinos para transportarlos a más tardar a mediados de 1962. Un mes después, el programa se aceleró nuevamente al reducir el tiempo que llevó preparar un misil de menor alcance para octubre de 1960. En diciembre de 1957, después de completar el cronograma preliminar de preparación de la nave para los misiles Polaris, el cronograma del programa balístico cambió nuevamente al acelerar la puesta en marcha de la segunda nave Polaris en marzo de 1960 y la tercera en diciembre de este año.
Para permitir la construcción de misiles balísticos submarinos en tan poco tiempo, el 31 de diciembre de 1957, la Marina de los EE. UU. modificó los pedidos de los submarinos de ataque Skipjack, adaptando su diseño para embarcar misiles UGM-27A Polaris A-1 en lanzadores verticales internos. El propósito de la sala de misiles balísticos, proyecto SCB-180 Barcos Skipjack modificado extendiendo las unidades en 39,6 metros, incluidos 13,7 m para dispositivos especiales de navegación y control de misiles, 3 metros para dispositivos auxiliares y 22,9 m para dos filas (ocho en cada una) de los silos de disparo. El diseño cambiado de tal manera recibió la designación SCB-180A. La elección de 16 silos de disparo para un barco fue el resultado de una investigación realizada entre los miembros del equipo de SOP y un promedio de sus recomendaciones De mayor desplazamiento y eslora que el original Skipjack, los barcos SSBN montaban la misma planta motriz, lo que los hacía más lentos que el original.
El primer SSBN, USS George Washington, fue creado a partir de una combinación de elementos del submarino "Scorpion" (SSN-589), cuya quilla había sido colocada el 1 de noviembre de 1957 y "Skipjack". Para construir el USS George Washington, se realizó un nuevo pedido, esta vez para un barco de acuerdo con el diseño modificado de Skipjack, originalmente designado como SSGN (FBN) -588 [f] , que en la sistemática de la Marina de los EE. UU. Se ha designado como un tipo separado de barco - George Washington . En relación con la construcción de un nuevo tipo de buques, debido a la capacidad de producción del astillero y al suministro de materiales y equipos, se ralentizó o detuvo la producción de todos los demás buques, especialmente los submarinos de ataque tipo Skipjack y Thresher. Para julio de 1960, cinco unidades del tipo George Washington estaban en producción, además de cinco Ethan Allen y cuatro Lafayette. Estos barcos dieron lugar al desarrollo de programas de la próxima generación de portaaviones de misiles estratégicos estadounidenses que participan en la carrera tecnológica entre Estados Unidos y la Unión Soviética en el campo de los sistemas balísticos marinos. Los primeros cinco barcos del sistema de misiles Polaris-Poseidon se basaron en un diseño Skipjack, con una profundidad de prueba de 213 metros, excepto el primer barco "George Washington", cuyo compartimiento de cohetes no estaba, como los cascos de otras unidades, construido de acero HY-80, sino con acero de alta resistencia menos apropiado (HT - con mayor resistencia a la tracción), como resultado de lo cual la profundidad de prueba de esta unidad fue de 183 metros.
La puesta en marcha de George Washington el 30 de diciembre de 1959, el primer lanzamiento de un submarino Polaris el 20 de julio de 1960, y su primera patrulla disuasiva de noviembre de 1960 a enero de 1961 fueron la culminación de cuatro años de intenso esfuerzo. Inicialmente, la Armada trabajó en una variante marítima del misil balístico de rango intermedio Júpiter del Ejército de EE. UU. Proyectando cuatro de los grandes misiles de combustible líquido por submarino. El Contralmirante W F "Red" Raborn fue nombrado por el Jefe de Operaciones Navales, almirante Arleigh Burke, para dirigir una Oficina de Proyectos Especiales encargada de desarrollar el Júpiter para la Armada, a partir de finales de 1955. Sin embargo, en la conferencia de guerra submarina del Proyecto Nobska en 1956, el físico Edward Teller declaró que podría producirse una ojiva compacta de un megatón para el misil Polaris relativamente pequeño y de propergol sólido, y esto llevó a la Marina a abandonar el programa Júpiter en diciembre de ese año. Rápidamente, el almirante Burke concentró toda la investigación estratégica de la Marina en el Polaris, todavía bajo la Oficina de Proyectos Especiales del Almirante Raborn. Los problemas del lanzamiento sumergido, el diseño de un submarino para 16 misiles, la navegación precisa para un impacto preciso de misiles y muchas otras cuestiones se resolvieron rápidamente. En comparación, los submarinos de misiles balísticos soviéticos contemporáneos Clase Golf y de clase Hotel solo transportaban tres misiles cada uno; los soviéticos no construyeron un SSBN comparable a la clase de George Washington hasta 1967 con la introducción de los submarinos de clase Yankee.

## Construcción
El 31 de diciembre de 1957 la Armada ordenó una clase de submarinos de propulsión nuclear armados con misiles de alcance estratégicos , y la tarea eléctrica del barco con la conversión de dos cascos existentes de submarinos de ataque en misil balístico -Sacar barcos para crear rápidamente la fuerza de disuasión. Para llevar a cabo esta conversión, Electric Boat persuadió a la Armada en enero de 1958 para que se desvanecieran las fechas de lanzamiento de dos submarinos de ataque rápido de clase Skipjack, el Scorpion  recién comenzado (SSN-589) y el Sculpin  aún no iniciado (SSN-590) . El 12 de febrero de 1958, el presidente Dwight D. Eisenhower financiación autorizada para tres submarinos de misiles balísticos.
La clase de George Washington eran esencialmente submarinos de la clase Skipjack con un compartimento de misiles de 40 m, insertado entre las áreas de control / navegación del barco y el compartimento del reactor nuclear. En el caso del barco líder, el USS  George Washington (SSBN-598), ese fue literalmente el caso: la quilla ya colocada por Electric Boat en Groton, Connecticut para el Scorpion fue cortada y extendida para convertirse en la quilla de George Washington. Luego, Electric Boat y Mare Island Naval Shipyard comenzaron la construcción de otro barco cada uno a partir de planos extendidos. El presidente Eisenhower autorizó la construcción de dos submarinos más el 29 de julio de 1958. Newport News Shipbuilding y Portsmouth Naval Shipyard comenzaron a trabajar de inmediato.
La clase de George Washington llevó el misil Polaris A1 en sus patrullas hasta el 2 de junio de 1964, cuando cambió sus misiles A1 por Polaris A3. El último miembro de esta clase, el USS  Abraham Lincoln  (SSBN-602) cambió sus A1 por A3 el 14 de octubre de 1965.

## Perfil de la misión

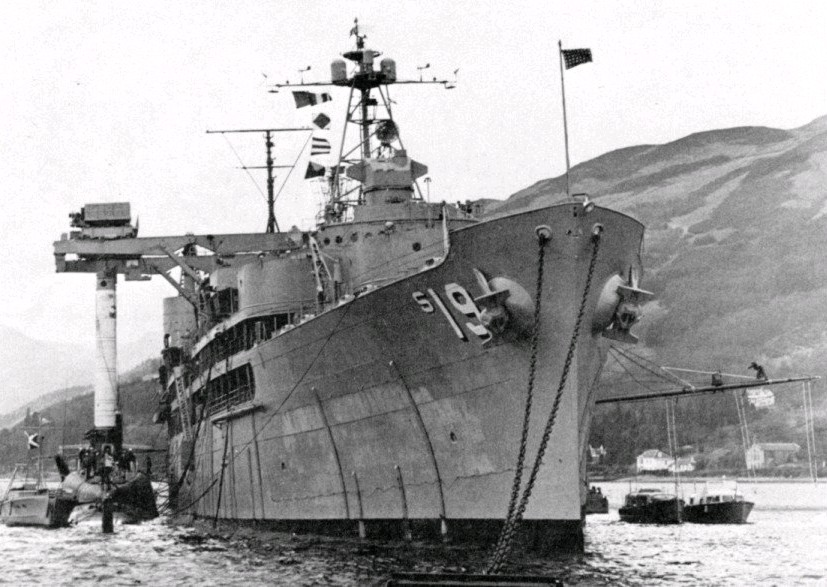
Cargando un Polaris del USS Proteus en el Patrick Henry, Holy Loch 1961

La primera patrulla para la disuasión nuclear comenzó a fines de 1960 en George Washington, y se realizó de acuerdo con un cronograma planificado. Después de abandonar el puerto, el submarino se sumergió y permaneció bajo el agua durante unos tres meses. Durante este tiempo, el bote navegaba por un área de patrulla de alto secreto y esperaba órdenes de disparar sus misiles balísticos contra objetivos enemigos. Después de la misión, el barco regresó a su puerto, se sometió a un breve período de mantenimiento, luego embarcó una segunda tripulación y partió para la próxima patrulla. Para este propósito, cada submarino tenía dos tripulaciones completas, denominadas Blue Crew y Gold Crew, que alternativamente lo tripulaban.
A lo largo del servicio activo, estos submarinos tenían como objetivo golpear grandes áreas de la Unión Soviética con objetivos débilmente protegidos en el primer ataque nuclear masivo. Debido al alcance relativamente corto de los misiles balísticos Polaris, los SSBN tuvieron que elegir áreas de patrulla de combate muy cercanas al adversario, en el Atlántico Norte y el Mediterráneo. Los cinco submarinos del proyecto fueron incluidos inicialmente en el 14 ° escuadrón de submarinos de la Flota del Atlántico, más tardes algunos fueron transferidos al Pacífico. La clase George Washington se desplegó básicamente en vanguardia, es decir, se desplegaron desde bases avanzadas y solo regresaron a los EE. UU. Durante los períodos de revisión en los astilleros. Tales bases avanzadas estaban en el Atlántico Holy Loch, Escocia y Rota en España, así como en el Pacífico Apra Harbour en Guam y Pearl Harbor en Hawái.

## Final de su papel estratégico
A fines de 1979, para cumplir las limitaciones impuestas por SALT II para los submarinos de misiles balísticos de la clase Ohio y con la duración de sus patrullas acortadas a seis semanas debido a la reducción del combustible del reactor, el Theodore Roosevelt y el Abraham Lincoln descargaron sus misiles en la nueva instalación Explosives Handling Wharf en Bangor, Washington. Finalmente, sus compartimentos de misiles se eliminaron por completo y se retiraron a fines de 1982. Por la misma razón, en 1983 al George Washington, al USS  Patrick Henry  (SSBN-599) y al USS Robert E. Lee (SSBN-601) fueron desprovistos de misiles y reclasificados como submarinos de ataque apodados "ataques lentos", un papel en el que sirvieron brevemente en Pearl Harbor, Hawái antes de ser desmantelados a principios de 1985.
La vela de George Washington se conserva en la Biblioteca y Museo de la Fuerza Submarina en Groton, Connecticut.

## Tecnología

### Casco
Los submarinos de la clase George Washington, unidades SSBN598, tenían alrededor de 116 metros de eslora, 10.1 metros de manga y un calado de 8,8 metros. Las embarcaciones sumergidas desplazaron aproximadamente 6800 toneladas largas. El casco consistía esencialmente en la proa y la popa de un submarino de la clase Skipjack al que se le había insertado una sección de 130 pies (39,6 m) de largo y 45 pies (13,7 m) de ancho directamente detrás de la vela, en la que se ubicaron tres sistemas de navegación inercial y equipos de control de misiles. Una sala de máquinas auxiliar de 10 pies (3,0 m) para equipo auxiliar y 75 pies (22,9 m) para dos filas verticales de lanzacohetes, ocho en cada una. La distribución era similar a la de los submarinos de ataque. Delante y debajo de la vela se encontraban los compartimentos de torpedos, de tripulación y mando, seguido del compartimento de misiles, también llamada "Bosque de Sherwood" debido a los silos que parecían troncos de árboles, luego el compartimento del reactor y finalmente la sala de máquinas.
Se incrementaron las superficies de dirección utilizadas en los submarinos de ataque, con un nuevo timón vertical más pequeño debajo de la quilla. Se han fortalecido nuevos sistemas hidráulicos, se han agregado tanques de lastre adicionales para aumentar la reserva de flotabilidad y lograr un mejor ajuste de las unidades en superficie. Para permitir que los barcos realicen operaciones en el Ártico, se fortaleció la vela y se reservó espacio para dos transductores sonar de navegación en hielo. Los primeros cinco barcos SSBN, basados en el Skipjacks (SSN585), tuvieron una profundidad de prueba de 700 pies (215 m) con un margen de seguridad probable de 1.5 - la excepción fue "George Washington", cuya sección de cohetes fue construida con acero HTS ( Acero de alta resistencia a la tracción), no como otras unidades de acero HY-80, que limitaron su profundidad de prueba a 600 pies (183 m). En la configuración final, estos barcos tuvieron un desplazamiento de 6700  toneladas largas en la posición submarina y 5900 toneladas largas en la superficie. De forma similar a las unidades SSN585, se conservó el concepto de cola de popa desarrollado frente a la hélice desarrollada en el programa de investigación de Albacore.

### Propulsión
La propulsión de los George Washington la generaba en un reactor de agua a presión tipo S5W. La S representa el uso en cierto tipo de barco, aquí submarino, el 5 la generación y la W al fabricante, la Westinghouse Electric Corporation. Este reactor entregaba alrededor de 15,000 HP, a un único eje equipado con una hélice de múltiples palas. Junto con el reactor nuclear, también se instaló una instalación auxiliar diésel-eléctrica en el submarino, que podría usarse en caso de accidente del reactor. La velocidad máxima debajo de los motores diésel era de 5 nudos. La velocidad máxima era de 20 nudos sumergidos, unos pocos nudos más lento que el submarino de ataque. Sin embargo, para el SSBN, un sistema de propulsión silencioso era más importante que la velocidad, ya que su principal preocupación era la patrulla secreta. La forma del casco fue optimizada para viajar bajo el agua, por lo que solo emergían en su base y se zambulleron después de abandonar el puerto tan pronto como la profundidad del agua lo permitía.

### Armamento
El armamento principal consistía en dieciséis misiles balísticos alojados en silos de lanzamiento. Los submarinos sumergidos podían lanzar una salva de todos los misiles en 15 minutos. Inicialmente, las embarcaciones llevaban misiles UGM-27 Polaris A1 con un alcance de solo 1000 millas náuticas. El 20 de julio de 1960, disparó uno sumergido por primera vez y luego envió el mensaje al presidente Dwight D. Eisenhower, entre otros: GEORGE WASHINGTON SENDS POLARIS FROM OUT OF THE DEEP TO TARGET. PERFECT. En 1965, los cinco barcos recibieron el más moderno Polaris A3, que tenía un alcance de 2500 millas náuticas. Esta actualización, junto con una revisión y recarga del reactor con combustible nuclear, costó, una media de 22 millones de euros por barco. Los submarinos de esta clase armaron este misil hasta el final de su vida útil pues una actualización adicional ya no era posible debido al mayor tamaño de los misiles más modernos.
Cada uno de los submarinos tenía seis tubos de torpedos con un diámetro de 53.3 cm. y 18 torpedos Mark 16 mod 6 o Mark 37, destinados a la autodefensa. En 1974  estos torpedos fueron reemplazados por el Mark 48.

### Electrónica
Al igual que el casco, la electrónica también se tomó de los submarinos de ataque Skipjack. En la proa estaba el sistema de sonda BQS-4 , que podía usarse tanto activa como pasivamente para rastrear submarinos enemigos. Los llamados sensores laterales BQR-7 también corrieron a lo largo del casco, y se empleaban pasivamente para determinar la orientación de los objetivos. Se utilizó un sonar activo de corto alcance del tipo BQR-19 para la navegación. Para determinar la posición, que se alimentaba además del uso para la navegación como datos de disparo al misil, había a bordo tres sistemas de navegación inercial del tipo SINS Mk.2.

## Miembros de la clase

### USS George Washington (SSBN-598)
Iniciado: La quilla del USS George Washington inicialmente estaba destinada al submarino de ataque USS Scorpion (SSN-589). La construcción comenzó el 1 de noviembre de 1957 en Astillero de General Dynamics Electric Boat en Groton, Connecticut. Pero  el 31 de diciembre de 1957 la Marina de los EE. UU. ordenó la clase de submarinos George Washington, y en enero de 1958, se decidió modificar el USS Scorpion y el submarino cambió su nombre al USS George Washington. Se botó 9 de junio de 1959, puesto en servicio: 30 de diciembre de 1959, desmovilizado: 24 de enero de 1985, desguazado 1998. Recibió su nombre del primer presidente de los Estados Unidos, George Washington.
|                                  |
| USS George Washington (SSBN 589) |

### USS Patrick Henry (SSBN-599)
Iniciado: La quilla del USS Patrick Henry fue colocada el 27 de mayo de 1958 en el astillero de General Dynamics Electric Boat en Groton, Connecticut y botado el 22 de septiembre de 1959, entró en servicio: 11 de abril de 1960, desmovilizado: 25 de mayo de 1984, desguazado: 1997. Recibió su nombre del político Patrick Henry.
|                              |
| USS Patrick Henry (SSBN-599) |

### USS Theodore Roosevelt (SSBN-600)
Iniciado: La quilla del USS Theodore Roosevelt se colocó el 20 de mayo de 1958 en el astillero Mare Island Naval Shipyard en Vallejo, California y botado el 3 de octubre de 1959, puesto en servicio: 13 de febrero de 1961, desmovilizado: 28 de febrero de 1981, desguazado: 1995. Recibió su nombre del presidente Theodore Roosevelt.
|                                   |
| USS Theodore Roosevelt (SSBN-600) |

### USS Robert E. Lee (SSBN-601)
Iniciado: 25 de agosto de 1958, en el astillero de Newport News Shipbuilding en Newport News, Virginia y botado el 18 de diciembre de 1959, Registrado: 15 de septiembre de 1960, desmovilizado: 1 de diciembre de 1983, desguazado: 1991. Recibió su nombre del general Robert E. Lee.
|                              |
| USS Robert E. Lee (SSBN-601) |

### USS Abraham Lincoln (SSBN-603)
Iniciado: La quilla del USS Abraham Lincoln fue colocada el 1 de noviembre de 1958 en el astillero de los Astilleros Navales de Portsmouth en Kittery, Maine y botado 14 de mayo de 1960, entró en servicio el 8 de marzo de 1961, desmovilizado: 28 de febrero de 1981, desguazado: 1994. Recibió su nombre del presidente Abraham Lincoln
|                                |
| USS Abraham Lincoln (SSBN-603) |